# Hannah Villame
Hannah Villame es una cantante y actriz filipina, hija del cantante, compositor, letrista y cómico ya fallecido, Yoyoy Villame. Ha realizando una serie de conciertos para ir a cantar a los Estados Unidos, como perfeccionar en sus habilidades y obtener la calidad junto a otros famosos cantantes. Desde su llegada a Canadá y a los Estados Unidos en junio, acompañada padre Yoyoy, ha estado con giras internacionales con temas musicales como en la afliación de competencias, en un programa televisivo para su presentación. Hanna dejó su natal Filipinas, con el alto espíritu después de la máxima calificación de su única grabación, "Ako ba o Siya" que tiene en su país como unas de sus canciones de grandes éxitos. La canción que compitió con Aiza Seguera, perdió en una reñida competencia realizada en Manila, donde Seguera fue la favorita del espectáculo por su personalidad y carisma. BMG Records contó con la promoción de su álbum que contiene "Ako" y otra canción que también se hizo popular como "Masakit".

## Filmografía

### Películas
- Basta triciclo conductor ... Dulce Amor (2000)
- Panabla (2001)

## Síngles
- Masakit
- Mahal Kita Mahal Kita
- Tinik Tinik
- Para Sa'yo Para Sa'yo
- Alab Alab
- Ako Ba o Siya Ako Ba o Siya
- Ikaw Pa Rin Ikaw Pa Rin
- Ayoko Na Ayoko Na
- Tao Rin Ay Ganito Tao Rin Ay Ganito
- Kung Nalalaman Mo lang Kung Nalalaman Mo lang